# Воронцовка (река)
Воронцовка (укр. Воронцівка, крымскотат. Vorontsovka) — река в северном Крыму, длиной 42 км, площадь водосборного бассейна — 350 км². Протекает по территории Первомайского и Красноперекопского районов. Исток Воронцовки находится на северной окраине современного села Матвеевка, на высоте 17 м над уровнем моря. У Воронцовки 1 правый приток — балка Сватовская длиной 19 км, с площадью водосбора 162 км², впадающий в 3,2 км от устья. Впадала река слева в Чатырлык, в 6 километрах от устья, образуя своего рода лиман (фактически — наполняемую водой в зимнее время и в дожди балку). В послевоенное время, после строительства дамбы в устье Чатырлыка и создания искусственного лимана (гирло), считается, что Воронцовка — отдельная река и впадает в Каркинитский залив Чёрного моря. Водоохранная зона балки установлена в 100 м.
Изначальное название реки в доступных документах не встречается: на карте 1817 года,  составленной Мухиным, приток Чатырлыка безымянен и начинается в районе пгт Первомайское, как и на картах 1842 года и трёхверстовой карте 1865 года (здесь совместное устье подписано, как Биюк-Четырлык, так что, возможно, нынешняя Воронцовка могла называться Кучук-Четырлык). В «Списке населённых мест Таврической губернии по сведениям 1864 года» деревня Джелишай, стоявшая на нынешней реке, записана, как расположенная при балке безъименной. Современное название реке дано по фамилии графа Воронцова, владевшего в XIX веке землями, по которым течёт река — фамилия также сохранилась в названии лежащего у реки села Воронцовка.